# Kapustinita
La kapustinita és un mineral de la classe dels silicats, que pertany al grup de la lovozerita. Rep el nom en honor de Yuri L. Kapustin (1933-2002), un mineralogista i petròleg rus.

## Característiques
La kapustinita és un ciclosilicat de fórmula química Na₅(Na,Mn2+)<1Zr(H₂Si₆O18). Va ser aprovada com a espècie vàlida per l'Associació Mineralògica Internacional l'any 2003. Cristal·litza en el sistema monoclínic. La seva duresa a l'escala de Mohs és 6.
Segons la classificació de Nickel-Strunz, la kapustinita pertany a «09.CJ - Ciclosilicats amb enllaços senzills de 6 [Si₆O18]12- (sechser-Einfachringe), sense anions complexos aïllats» juntament amb els següents minerals: bazzita, beril, indialita, stoppaniïta, cordierita, sekaninaïta, combeïta, imandrita, kazakovita, koashvita, lovozerita, tisinalita, zirsinalita, litvinskita, baratovita, katayamalita, aleksandrovita, dioptasa, kostylevita, petarasita, gerenita-(Y), odintsovita, mathewrogersita i pezzottaïta.

## Formació i jaciments
Va ser descoberta a la pegmatita Palitra, situada al Mont Kedykverpakhk del massís de Lovozero, a l'óblast de Múrmansk (Rússia). També ha estat descrita a la pedrera Poudrette, al Mont Saint-Hilaire (Montérégie, Canadà). Aquests dos indrets són els únics de tot el planeta on ha estat descrita aquesta espècie mineral.